# 秋元みり
秋元 みり（あきもと みり、1985年9月18日 - ）は、福島県出身のストリッパー。

## 概要
2006年5月1日に池袋ミカド劇場にてデビュー。2011年1月21日より、蕨ミニ劇場の所属となった。
身長155cm、血液型はA型、スリーサイズはB88・W55・H83 
デビュー直後の芸名は秋本みりであったが、のちに改名したという。